# Squark
Los squarks o quarkinos son un conjunto de partículas elementales hipotéticas a las que corresponde ser supercompañeras de los distintos quarks. Todos estos incluyen el squark sup, el squark sdown, el squark scharm, el squark extraño, el squark stop y el squark sbottom. 
Estos squarks tienen spin 0, al ser bosones (los quarks son fermiones). De momento ninguno ha sido detectado, pero su confirmación sería un punto a favor de la teoría de cuerdas. 
Dado que los quarks vienen en tres generaciones y tienen dos posibles helicidades (izquierda y derecha), existen múltiples variedades de squarks: por ejemplo, stop izquierdo (𝑡̃L) y stop derecho (𝑡̃R).

## Nomenclatura
El nombre squark (que proviene de la contracción supersymmetric quark) se forma por la regla general de añadir una "s" antes del nombre su supercompañera, indicando que es una partícula escalar con espín cero. 